# کلاهک‌سکه‌ای طلایی
کلاهک‌سکه‌ای طلایی (نام علمی: Cyptotrama chrysopeplum) نام یک گونه از راسته قارچ‌های تیغک‌دار است. بیشتر به رنگ زرد روشن بوده و کلاهک آنها شکلی محدب و بعضا حالتی مسطح دارد. 